# محوطه چالاو وارگه سفلی
محوطه چالاو وارگه سفلی در شهرستان گیلانغرب، بخش مرکزی، دهستان چله، جنوب شرقی روستای چالاو وارگه سفلی واقع شده و این اثر در تاریخ ۲۷ اسفند ۱۳۸۶ با شمارهٔ ثبت ۲۲۴۴۵ به‌عنوان یکی از آثار ملی ایران به ثبت رسیده است.